# James Carpinello
James Anthony Carpinello (ur. 13 sierpnia 1975 w Albany) – amerykański aktor teatralny, filmowy i telewizyjny.

## Życiorys
W 1999 zadebiutował na Broadwayu w musicalu Saturday Night Fever, opartym na filmie Gorączka sobotniej nocy. W produkcji tej wcielił się w postać głównego bohatera Tony’ego Manero. W 2007 otrzymał główną rolę w musicalu Xanadu (na podstawie filmu pod takim samym tytułem), musiał ją porzucić wkrótce po premierze z powodu złamania nogi. W 2009 dołączył do obsady kolejnej broadwayowskiej produkcji Rock of Ages. Grał także w spektaklach off-broadwayowskich, m.in. Stupid Kids z 1998.
Zajął się również aktorstwem filmowym, debiutując w 2000 w serialu Felicity. Wystąpił w kilku odcinkach Żony idealnej, grał w Lekarzu mafii i Gotham. Odnotował także kilka ról filmowych, m.in. w Punisherze i VI Batalionie.

## Życie prywatne
25 kwietnia 2003 zawarł związek małżeński z aktorką Amy Acker, z którą ma syna Jacksona Jamesa (ur. 2005) i córkę Avę Grace (ur. 2006).

## Filmografia

### Filmy
- 2004: Punisher jako Bobby Saint / John Saint
- 2005: VI Batalion jako kapral Aliteri
- 2013: Gangster Squad. Pogromcy mafii jako Johnny Stompanato
- 2014: Let’s Kill Ward’s Wife jako Ronnie
- 2019: Midway jako kapitan William H. Brockman Jr.

### Seriale TV
- 2000: Felicity jako Randy
- 2006: So Notorious jako Pete
- 2006: Podkomisarz Brenda Johnson jako Larry Cole
- 2010: Żona idealna jako detektyw Anthony Burton
- 2010: CSI: Kryminalne zagadki Miami jako Dominic Giordano
- 2011: Prawo i porządek: sekcja specjalna jako Joe Gilbert
- 2011: Agenci NCIS jako Smitty Brown
- 2011: Impersonalni jako Joey Durban
- 2012: Anatomia prawdy jako Sal Rubenstone
- 2012: Lekarz mafii jako Franco Leoni
- 2013: Castle jako Frank Henson
- 2014: Zaprzysiężeni jako Russell Price
- 2016: Gotham jako Mario Falcone
- 2017: Czarna lista jako Henry Prescott
- 2019: The Gifted: Naznaczeni jako Max
- 2019: Wewnętrzny wróg jako Anthony Cabrera